# Henry Benedict Medlicott
Henry Benedict Medlicott (Loughrea, Irlanda, 3 d'agost de 1829 - 6 d'abril de 1905) va ser un geòleg irlandès que va dur a terme diversos estudis sobre l'Índia.

## Biografia
Henry Benedict Medlicott va nàixer a Loughrea, Comtat de Galway (Irlanda), fill del rector de Loughrea de l'Església d'Irlanda, Samuel Medlicott i de la seva dona Charlotte. Va estudiar al Trinity College de Dublín i després a França i a Guernsey. Es diplomà el 1850 a l'Escola d'Enginyeria Civil i més tard el 1870 assolí el Master of Arts. El seu gran domini de la llengua francesa li va permetre de familiaritzar-se amb els escrits de diversos geòlegs francesos.
El 1851 es va fer membre de l'Institut d'Estudis Geològics d'Irlanda i el 1853 ingressà a l'Institut d'Estudis Geològics Britànics (en anglès: British Geological Survey) i treballà aleshores amb Aveline a Wiltshire. He was later engaged pel doctor Thomas Oldham i joined l'Institut d'Estudis Geològics de l'Índia que estava treballant llavors the Rajmahal Hills a prop de Bhagalpur.
L'agost de 1854 se n'anà d'Anglaterra i feu via cap a l'Índia. Aquell mateix any entrà com a professor de geologia a la Universitat de Roorkee on romangué fins a l'octubre de 1862. Durant la seva estada a Roorkee, va estudiar diverses parts de la vall de Narmada i Bundelkhand (in 1854-55, 1856–57). Va fer recerca sobre la geologia de the Lower Himalayas i dels Siwalik Beds. El 1857 va servir com a voluntari en la guarnició de Roorkee contra els amotinats i fou guardonat posteriorment amb la Indian Mutiny Medal per Servei Especial.

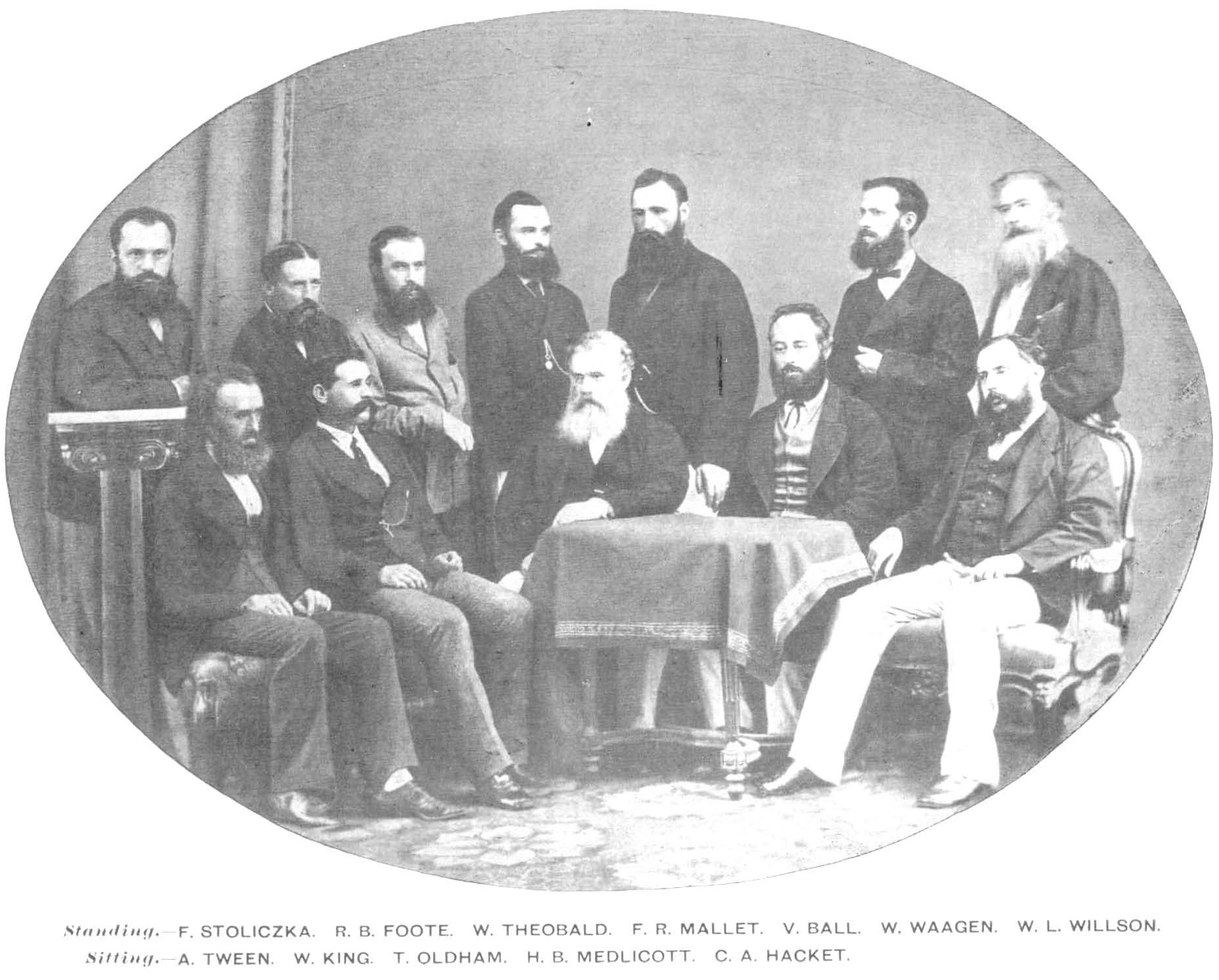
Alguns membres de l'Institut d'Estudis Geològics de l'Índia, el 1870: F. Stoliczka, R. B. Foote, W. Theobald, F. R. Mallet, V. Ball, W. Waagen, W. L. Willson (de peus); A. Tween, W. King, T. Oldham, H. B. Medlicott, C. A. Hackett (assegut)

El 27 d'octubre de 1857 es va casar amb Louisa Maunsell, filla d'un reverend irlandès, a Landour i tingueren tres fills i tres filles.
Al principi treballava amb el seu germà Joseph G. Medlicott. La seva primera aportació va consistir en la separació de la regió cambriana de Vindhyan del Gondwana. Feu els seus estudis per nombroses parts de l'Índia com ara a Rewa del sud, Bihar, Assam, les muntanyes Khasi, Rajputana, Caixmir, les serres de Satpura i les muntanyes de Garo. L'1 d'abril de 1876 va succeir el Dr Oldham com a superintendent del Departament de Geologia i va ser enviat a Calcutta. El 1885 passà a ser-ne el director. Se li atribueix d'haver suggerit el nom de Gondwana per a designar aquest supercontinent durant l'any 1872.
El 1888 va rebre la medalla Wollaston de la Societat de Geologia i va ser President de la Societat Asiàtica del Bengal de 1879 a 1881.